# Kais Yaâkoubi
Kais Yaâkoubi (arabe : قيس اليعقوبي), né le 18 juillet 1966 au Kram, est un joueur et entraîneur de football tunisien.

## Biographie
Quoique sa carrière l'ait consacré plusieurs fois en club et en sélection, elle en a fait un international indiscutable et un leader de l'attaque du Club africain ; il reste dans la mémoire collective comme le seul buteur du match qui a mis fin à dix ans de disette[Lequel ?].
Le 29 décembre 2010, il remplace Mrad Mahjoub à la tête du Club africain ; il est limogé après l'élimination, le 8 mai 2011, de l'équipe en huitièmes de finale de la Ligue des champions de la CAF par la formation soudanaise d'Al Hilal Omdurman.

## Carrière

### Carrière de joueur
- 1986-1990 : Club africain

### Carrière d'entraîneur
- juillet-novembre 2006 : Union sportive monastirienne
- janvier-juin 2007 : Étoile olympique La Goulette Kram
- juillet 2007-avril 2008 : Avenir sportif de La Marsa
- avril 2008-juin 2009 : Stade gabésien
- septembre 2009-mars 2010 : Al-Shoulla Football Club
- mars-juin 2010 : Étoile sportive de Béni Khalled
- décembre 2010-mai 2011 : Club africain
- novembre 2015-juin 2016 : El Gawafel sportives de Gafsa[2]
- juin-novembre 2016 : Club africain[3]
- novembre 2016-juillet 2017 : Al-Wakrah Sports Club[4]
- juillet-novembre 2017 : Al-Arabi Sports Club
- octobre 2018-juin 2019 : Al-Weehdat Club
- juin 2019 : USM Alger[5]
- septembre 2019 : Al Ittihad Alep[6]
- août-septembre 2020 : Club athlétique bizertin[7]
- novembre 2020-janvier 2021 : Étoile sportive de Métlaoui
- février 2021 : Club africain
- février-mars 2021 : Club athlétique bizertin[8]
- septembre 2021-avril 2022 : Jeunesse sportive de Saoura
- août-novembre 2022 : Croissant sportif chebbien
- décembre 2022-mai 2023 : Asswehly Sports Club
- octobre 2023-janvier 2024 : Association sportive olympique de Chlef[9]
- janvier-juin 2024 : Étoile sportive de Métlaoui[10]
- octobre 2024-février 2025 : équipe de Tunisie[11]
- depuis mars 2025 : Al-Weehdat Club

## Palmarès
- Championnat de Tunisie : 1990